# Мендибаев, Бахрам Рустамович
Бахрам Рустамович Мендибаев (узб. Baxram Rustamovich Mendiboev; род. 27 августа 1983 года, Каракалпакская АССР, Узбекская ССР) — узбекский тяжелоатлет и тренер, член сборной Узбекистана. Участник летних Олимпийских игр 2012 года, главный тренер сборной Узбекистана по тяжёлой атлетике на летних Олимпийских играх 2020 года. Заслуженный спортсмен Узбекистана (2024).

## Карьера
С 2006 года начал выступать на международных соревнованиях. В 2009 году на Чемпионате Азии по тяжёлой атлетике в Талдыкоргане (Казахстан) в весовой категории до 69 кг в рывке поднял 141 кг и был третьим, но в толчке выступил неуспешно и не смог завоевать медаль континента, заняв лишь четвёртое место. На чемпионате мира в Коян (Республика Корея) с общей суммой в 313 кг занял восьмое место в мире.
В 2011 году на чемпионате Азии занял пятое место, а в 2012 году на чемпионате континента был лишь десятым. На Летних Олимпийских играх в Лондоне (Великобритания) в весовой категории до 69 кг в рывке все три попытки на 135 кг провалил и досрочно завершил выступление на Олимпийских играх.
В 2013 году на чемпионате Азии занял восьмое место. В этом же году допинг проба Мендибаева показала наличие запрещённого препарата станозолол и его дисквалифицировали на два года. Вскоре он закончил спортивную карьеру и начал тренерскую.
В 2016 году указом президента Узбекистана Шавката Мирзиёева награждён медалью «Шухрат». В 2017 году работал тренером юношеской сборной Узбекистана по тяжёлой атлетике. На Летних Олимпийских играх в Токио (Япония) работал главным тренером сборной Узбекистана по тяжёлой атлетике.